# Acronicta suffusa
Acronicta suffusa är en fjärilsart som beskrevs av W. Warren 1913. Acronicta suffusa ingår i släktet Acronicta och familjen nattflyn. Inga underarter finns listade i Catalogue of Life.